# Cephalallus unicolor
Cephalallus unicolor är en skalbaggsart som först beskrevs av Charles Joseph Gahan 1906.  Cephalallus unicolor ingår i släktet Cephalallus och familjen långhorningar.
Artens utbredningsområde är Burma. Inga underarter finns listade.